# Pokabius pitophilus
Pokabius pitophilus är en mångfotingart som först beskrevs av Chamberlin 1903.  Pokabius pitophilus ingår i släktet Pokabius och familjen stenkrypare. Inga underarter finns listade i Catalogue of Life.